# Puchar Świata w biathlonie 2011/2012 – Annecy/Hochfilzen 2011
Zawody pucharu świata w biathlonie w Hochfilzen były trzecimi w sezonie 2011/2012 w tej dyscyplinie sportu. Początkowo zawody miały się odbyć we francuskiej miejscowości Annecy, lecz zawody zostały przeniesione z powodu braku śniegu. Konkurencje rozgrywane były w dniach 15 – 18 grudnia. Rywalizacja odbyła się w sprincie, biegu pościgowym oraz w sztafecie mieszanej. 
Pierwszą rozgrywaną konkurencją były sprinty. U mężczyzn wygrał Norweg Tarjei Bø przed Francuzem Martinem Fourcade i Rosjaninem Timofiejem Łapszynem. U kobiet sprint wygrała Rosjanka Olga Zajcewa przed Białorusinką Darją Domraczewą i Szwedką Heleną Ekholm. Warto zaznaczyć, że po raz pierwszy w historii wszystkie startujące Polki zdobyły punkty do klasyfikacji Pucharu Świata. Drugiego dnia rozgrywano biegi pościgowe. Wśród mężczyzn wygrał Niemiec Andreas Birnbacher przed Norwegiem Ole Einarem Bjørndalenem i Francuzem Simonem Fourcadem. U kobiet pościg wygrała Rosjanka Olga Zajcewa przed Szwedką Heleną Ekholm i Białorusinką Darją Domraczewą. Ostatniego dnia rozegrano sztafetę mieszaną, którą wygrała Rosja przed Czechami i Francją.

## Program zawodów
| Dzień      | Konkurencja             | Początek  | Liczba uczestników |
| ---------- | ----------------------- | --------- | ------------------ |
| 15 grudnia | Sprint mężczyzn         | 14:30 CET | 106                |
| 16 grudnia | Sprint kobiet           | 14:30 CET | 95                 |
| 17 grudnia | Bieg pościgowy mężczyzn | 12:00 CET | 61                 |
| 17 grudnia | Bieg pościgowy kobiet   | 14:30 CET | 60                 |
| 18 grudnia | Sztafeta mieszana       | 14:30 CET | 26×4               |

## Zestawienie medalistów

### Mężczyźni
| Konkurencja                        | Złoto                           | Srebro                              | Brąz                         |
| Sprint (10 km) szczegóły           | Tarjei Bø Norwegia (NOR)        | Martin Fourcade Francja (FRA)       | Timofiej Łapszyn Rosja (RUS) |
| Bieg pościgowy (12,5 km) szczegóły | Andreas Birnbacher Niemcy (GER) | Ole Einar Bjørndalen Norwegia (NOR) | Simon Fourcade Francja (FRA) |

### Kobiety
| Konkurencja                      | Złoto                    | Srebro                          | Brąz                            |
| Sprint (7,5 km) szczegóły        | Olga Zajcewa Rosja (RUS) | Darja Domraczewa Białoruś (BLR) | Helena Ekholm Szwecja (SWE)     |
| Bieg pościgowy (10 km) szczegóły | Olga Zajcewa Rosja (RUS) | Helena Ekholm Szwecja (SWE)     | Darja Domraczewa Białoruś (BLR) |

### Sztafety mieszane
| Konkurencja                    | Złoto                                                                  | Srebro                                                                          | Brąz                                                                 |
| K/M (2x6 + 2x7,5 km) szczegóły | Rosja Olga Wiłuchina · Olga Zajcewa · Aleksiej Wołkow · Anton Szypulin | Czechy Veronika Vítková · Gabriela Soukalová · Ondřej Moravec · Michal Šlesingr | Francja Marie Habert · Sophie Boilley · Alexis Bœuf · Simon Fourcade |

## Sprinty - 15.12.2011, 16.12.2011

### Mężczyźni

Tarjei Bø - triumfator sprintu mężczyzn

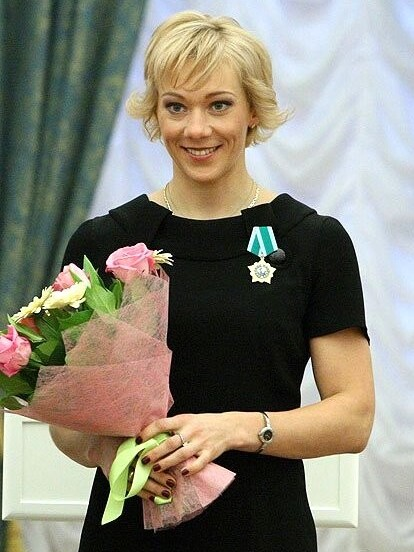
Olga Zajcewa - zwyciężczyni sprintu kobiet

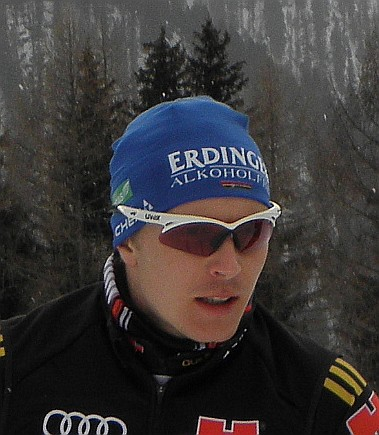
Andreas Birnbacher - triumfator biegu pościgowego mężczyzn

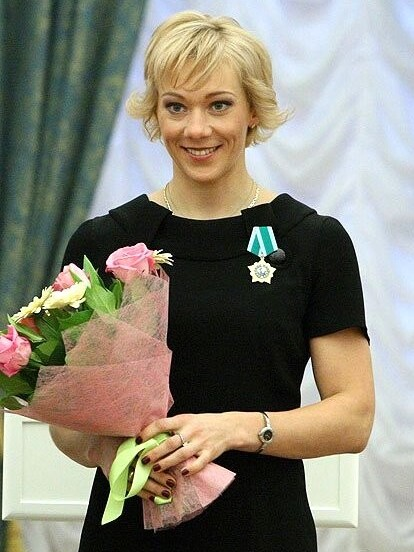
Olga Zajcewa - zwyciężczyni biegu pościgowego kobiet

Do zawodów zgłoszonych zostało 106 zawodników. Wszyscy zawodnicy ukończyli bieg.
Wyniki:
| Lp. | Zawodnik               | Strzelanie | Wynik   | Strata  |
| --- | ---------------------- | ---------- | ------- | ------- |
| 1   | Tarjei Bø              | 1+0        | 23:57.2 |         |
| 2   | Martin Fourcade        | 1+1        | 24:01.2 | +4.0    |
| 3   | Timofiej Łapszyn       | 0+0        | 24:14.4 | +17.2   |
| 4   | Simon Schempp          | 0+1        | 24:15.9 | +18.7   |
| 4   | Jean Guillaume Beatrix | 0+1        | 24:15.9 | +18.7   |
| 6   | Simon Fourcade         | 0+0        | 24:16.2 | +19.0   |
| 7   | Jakov Fak              | 0+0        | 24:22.4 | +25.2   |
| 8   | Aleksiej Wołkow        | 0+1        | 24:23.5 | +26.3   |
| 9   | Vincent Jay            | 0+1        | 24:25.4 | +28.2   |
| 9   | Tomáš Holubec          | 0+0        | 24:25.4 | +28.2   |
| .   | ...                    | ...        | ...     | ...     |
| 43  | Łukasz Szczurek        | 0+0        | 25:32.7 | +1:35.5 |
| 47  | Tomasz Sikora          | 0+1        | 25:39.0 | +1:41.8 |
| 60  | Krzysztof Pływaczyk    | 1+0        | 25:47.5 | +1:50.3 |

### Kobiety
Do zawodów zgłoszonych zostało 95 zawodniczek. Wszystkie zawodniczki ukończyły bieg. 
Wyniki:
| Lp. | Zawodnik                     | Strzelanie | Wynik   | Strata  |
| --- | ---------------------------- | ---------- | ------- | ------- |
| 1   | Olga Zajcewa                 | 0+1        | 20:36.6 |         |
| 2   | Darja Domraczewa             | 1+1        | 20:50.5 | +13.9   |
| 3   | Helena Ekholm                | 1+0        | 21:06.8 | +30.2   |
| 4   | Magdalena Neuner             | 1+1        | 21:21.5 | +44.9   |
| 5   | Wiktorija Semerenko          | 0+1        | 21:32.3 | +55.7   |
| 6   | Marie Habert                 | 0+1        | 21:36.2 | +59.6   |
| 6   | Tang Jialin                  | 0+0        | 21:36.2 | +59.6   |
| 8   | Weronika Nowakowska-Ziemniak | 1+0        | 21:39.0 | +1:02.4 |
| 9   | Kaisa Mäkäräinen             | 1+2        | 21:39.3 | +1:02.7 |
| 10  | Nastazja Dubarezawa          | 0+1        | 21:43.1 | +1:06.5 |
| .   | ...                          | ...        | ...     | ...     |
| 15  | Magdalena Gwizdoń            | 0+1        | 21:52.3 | +1:15.7 |
| 18  | Krystyna Pałka               | 2+0        | 22:01.1 | +1:24.5 |
| 29  | Agnieszka Cyl                | 1+0        | 22:26.4 | +1:49.8 |
| 38  | Paulina Bobak                | 0+2        | 22:49.9 | +2:13.3 |

## Biegi pościgowe - 17.12.2011

### Mężczyźni
Do zawodów zgłoszonych zostało 61 zawodników. Przed startem wycofali się  Michael Greis,  Frode Andresen i  Tomas Kaukėnas. W trakcie biegu wycofał się  Christian Martinelli.
Wyniki:
| Lp. | Zawodnik                | Strzelanie | Wynik   | Strata  |
| --- | ----------------------- | ---------- | ------- | ------- |
| 1   | Andreas Birnbacher      | 0+0+0+0    | 35:40.3 |         |
| 2   | Ole Einar Bjørndalen    | 0+0+0+0    | 35:40.5 | +0.2    |
| 3   | Simon Fourcade          | 1+0+0+0    | 35:41.6 | +1.3    |
| 4   | Tarjei Bø               | 1+0+1+1    | 36:10.4 | +30.1   |
| 5   | Benjamin Weger          | 0+1+0+0    | 36:19.1 | +38.8   |
| 6   | Simon Eder              | 0+0+0+1    | 36:24.6 | +44.3   |
| 7   | Martin Fourcade         | 0+1+1+2    | 36:30.2 | +49.9   |
| 8   | Jean-Philippe Leguellec | 0+0+0+0    | 36:31.7 | +51.4   |
| 9   | Jay Hakkinen            | 0+0+0+0    | 36:35.5 | +55.2   |
| 10  | Aleksiej Wołkow         | 1+0+1+1    | 36:42.5 | +1:02.2 |
| .   | ...                     | ...        | ...     | ...     |
| 34  | Tomasz Sikora           | 0+0+1+0    | 37:49.2 | +2:08.9 |
| 56  | Łukasz Szczurek         | 0+0+1+2    | 40:20.1 | +4:39.8 |
| 57  | Krzysztof Pływaczyk     | 1+1+3+1    | 40:23.3 | +4:43.0 |

### Kobiety
Do zawodów zgłoszonych zostało 60 zawodniczek. Przed startem wycofały się  Agnieszka Cyl,  Tina Bachmann,  Nija Dimitrowa i  Wałentyna Semerenko. W trakcie biegu wycofała się  Teja Gregorin. Zdublowana została  Annalies Cook.
Wyniki:
| Lp. | Zawodnik                     | Strzelanie | Wynik   | Strata  |
| --- | ---------------------------- | ---------- | ------- | ------- |
| 1   | Olga Zajcewa                 | 0+0+0+0    | 31:52.2 |         |
| 2   | Helena Ekholm                | 0+0+0+1    | 32:21.3 | +29.1   |
| 3   | Darja Domraczewa             | 1+1+0+1    | 32:36.9 | +44.7   |
| 4   | Tora Berger                  | 1+0+0+0    | 32:55.6 | +1:03.4 |
| 5   | Kaisa Mäkäräinen             | 1+0+1+2    | 33:06.0 | +1:13.8 |
| 6   | Andrea Henkel                | 0+0+0+1    | 33:13.6 | +1:21.4 |
| 7   | Anna Bogalij-Titowiec        | 0+0+0+0    | 33:30.6 | +1:38.4 |
| 8   | Marie Habert                 | 0+0+0+2    | 33:34.1 | +1:41.9 |
| 9   | Olga Wiłuchina               | 0+2+0+1    | 33:41.1 | +1:48.9 |
| 10  | Wiktorija Semerenko          | 0+0+1+1    | 33:48.1 | +1:55.9 |
| .   | ...                          | ...        | ...     | ...     |
| 13  | Krystyna Pałka               | 2+0+0+1    | 34:15.3 | +2:23.1 |
| 21  | Weronika Nowakowska-Ziemniak | 2+0+2+1    | 35:26.6 | +3:34.4 |
| 34  | Magdalena Gwizdoń            | 2+1+1+2    | 37:00.0 | +5:07.8 |
| 49  | Paulina Bobak                | 0+1+2+2    | 38:08.2 | +6:16.0 |

## Sztafeta mieszana - 18.12.2011

Rosja - zwycięzca sztafety mieszanej

Do zawodów zgłoszonych zostało 26 sztafet. Rywalizacji z powodu zdublowania nie ukończyły  Rumunia,  Japonia,  Litwa,  Estonia,  Wielka Brytania,  Łotwa,  Chiny i  Korea Południowa.
Wyniki:
| Lp. | Drużyna  | Liczba karnych rund/doładowań karabinu | Wynik     | Strata  |
| --- | -------- | -------------------------------------- | --------- | ------- |
| 1   | Rosja    | 0+5                                    | 1:13:33.4 |         |
| 2   | Czechy   | 0+3                                    | 1:14:00.4 | +27.0   |
| 3   | Francja  | 0+9                                    | 1:14:11.9 | +38.5   |
| 4   | Szwecja  | 0+7                                    | 1:14:36.2 | +1:02.8 |
| 5   | Niemcy   | 1+9                                    | 1:14:44.2 | +1:10.8 |
| 6   | Kanada   | 0+8                                    | 1:14:47.9 | +1:14.5 |
| 7   | Włochy   | 1+9                                    | 1:14:54.9 | +1:21.5 |
| 8   | Ukraina  | 2+7                                    | 1:14:56.8 | +1:23.4 |
| 9   | Polska   | 0+6                                    | 1:15:22.4 | +1:49.0 |
| 10  | Białoruś | 0+11                                   | 1:15:37.7 | +2:04.3 |